# 너니턴

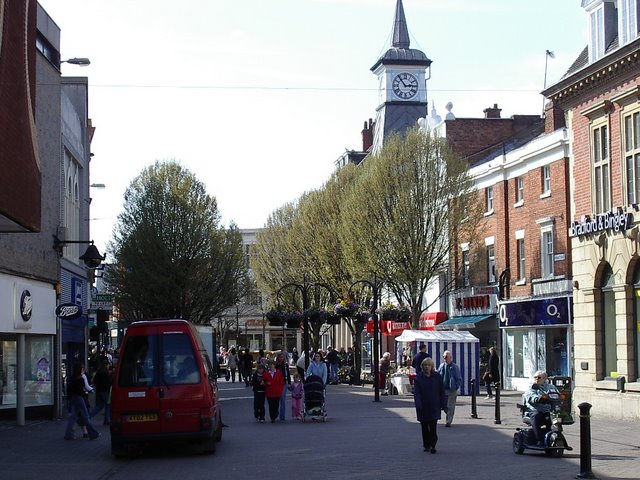
너니턴

너니턴(영어: Nuneaton)은 잉글랜드 워릭셔주에 위치한 도시로 인구는 81,877명(2011년 기준)이다. 코번트리에서 북쪽으로 14km, 버밍엄에서 동쪽으로 32km, 런던에서 북서쪽으로 166km 정도 떨어진 곳에 위치한다.